# Praia a Mare
Praia a Mare község (comune) Olaszország Calabria régiójában, Cosenza megyében.

## Fekvése
A megye északnyugati részén fekszik, a Tirrén-tenger partján. Határai: Aieta, Papasidero, San Nicola Arcella, Santa Domenica Talao és Tortora

## Története
Eredetileg egy kis halászfalu volt a tengerpart és a Noce folyó között, amely tulajdonképpen Calabria és Basilicata természetes határa. 1928-ig Praia d’Aieta néven a szomszédos Aieta község része volt. Az 1960-as évektől jelentős növekedésnek indult az Agnelli-család befektetéseinek köszönhetően és mára már elsősorban az idegenforgalom jelenti a lakosok fő bevételi forrását.

## Népessége
A népesség számának alakulása:

## Főbb látnivalói
- Castello di Fiuzzi
- Madonna della Grotta-templom
- Grotta Azzurra (Kék barlang)